# Brzoza gryżyńska

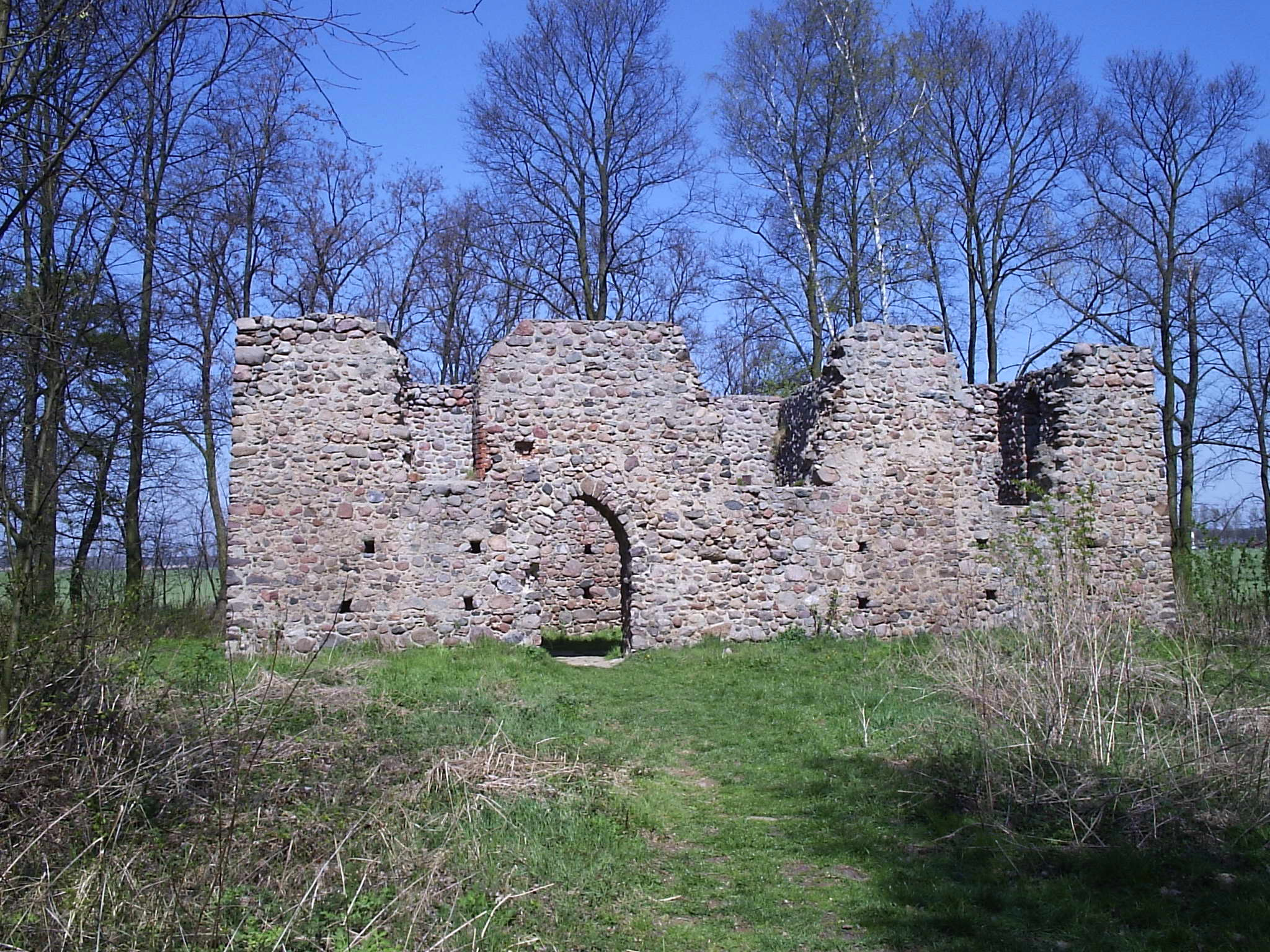
Ruiny kościoła św. Marcina w Gryżynie, przy których rosła niegdyś brzoza gryżyńska

Brzoza gryżyńska – olbrzymia brzoza rosnąca do 1875 roku we wsi Gryżyna w pobliżu Kościana, znana z podań ludowych.
Według legendy w miejscu, gdzie znajdowało się drzewo, przy ruinach kościoła św. Marcina, pogrzebano dziecko, które uderzyło matkę. Wyciągało ono z grobu rękę, a matka wychłostała ją, za radą księdza, rózgą brzozową, po czym zasadziła ją na grobie, aż wyrosło z niej ogromne drzewo. Legenda o brzozie gryżyńskiej jest prawdopodobnie oparta na średniowiecznej literaturze kaznodziejskiej. Jak informowały XIX-wieczne czasopisma polskie, w 1875 roku drzewo uschło i przewróciło się. Krzyż wykonany z drewna pochodzącego z brzozy gryżyńskiej umieszczono w kruchcie w kościele w Borku Wielkopolskim na Zdzieżu.
Legendę o brzozie gryżyńskiej przytoczono w książce Lucjana Siemieńskiego Podania i legendy polskie, ruskie i litewskie (1845), a także w dziele Oskara Kolberga Lud. Jego zwyczaje, sposób życia, mowa, podania, przysłowia, obrzędy, gusła, zabawy, pieśni, muzyka i tańce. W. Ks. Poznańskie, część druga (1876). Poświęcił jej jeden ze swoich artykułów Jan Karłowicz (1888). W  1841 roku drzewo stało się tematem wiersza Franciszka Morawskiego  pt. „Brzoza Gryżyńska”. Legendą o brzozie gryżyńskiej próbowano zainteresować Adama Mickiewicza.